# 国民革命军第七十九军
国民革命军第七十九军是土木系的一支部队。

## 沿革
1937年8月，第76师在浙江扩编组建第七十九军，不久编入土木系第十八军的第98师、东北军第六十七军的第108师。
1938年6月在湖北参加武汉会战。1939年春先后参加了南昌会战、第一次长沙会战和1939年冬季攻势作战。
1941年下半年先后参加第二次长沙会战、第三次长沙会战和浙赣会战。
1943年3月，参加鄂西会战。1943年12月，参加常德会战，第10集团军以第七十九军守卫主阵地，其中暂6师守煖水街，98师守甘溪滩，194师守王家厂。
1944年参加长衡会战和桂柳会战。
1945年4月由广西调至四川内江、宜宾地区，担任后方守备任务。1947年底由四川调往陕西。
1948年11月由陕西调至湖北隶属华中剿总。1949年2月在荆门战役中，军部及第98师被解放军江汉军区消滅，军长方靖中将被俘。
战后，重建军部和第98师，由龚传文继任军长。新建第199师编入该军。1949年7月，该军先后编入宋希濂兵团和第14兵团，参加宜沙战役后，退往川东地区。1949年11月，该军第98师、第199师在西南战役中被解放军全部消滅。残部逃到川东忠县时改隶第16兵团指挥。1949年12月21日，该军在川西什邡县随川鄂边绥靖公署副主任董宋衍和第16兵团副司令曾苏元投共，接受解放军改编。